# Aloísio (football, 1975)
Pour les articles homonymes, voir Aloísio.
Aloísio José da Silva, est un ancien footballeur brésilien né le 27 janvier 1975 à Atalaia, dans l'État de l'Alagoas, au Nord-Est du Brésil. Il occupait le poste d'attaquant.

## Parcours en clubs

### Des débuts remarqués mais difficiles
Très jeune, José joue au football dans les rues d'Atalaia, sa ville natale. C'est tout naturellement que sa mère l'inscrit au CRB-AL, club de la ville de Maceió-AL. À 19 ans, il se fait rapidement remarquer grâce à ses exploits par le club le plus populaire du Brésil : le CR Flamengo. Chaperonné par son idole, Romário, il fera quelques apparitions en équipe première sans toutefois convaincre. 
Ainsi en janvier 1997, le voilà parti pour São Paulo et le club de Guarani FC. Jamais utilisé, il se résoudra à quitter le club en juin de cette même année. L'espoir d'une carrière professionnelle s'éloigne toujours plus quand le club de Goiás EC fait appel à lui. Très vite, il s'y plaira et fera une rencontre qui changera sa carrière. Associé en attaque à un certain Alex Dias, il fait des prestations d'un niveau tel, que les supporters le surnomment « le Taureau de Goiás ».

### L'aventure stéphanoise
Un an et demi plus tard, un soir de juin 1999, alors qu'il vient de disputer un match de championnat très important contre l'International-RS, son président vient le voir et lui annonce que des recruteurs européens (dont Gérard Soler, recruteur de l'AS Saint-Étienne) souhaitent sa venue ainsi qu'un autre joueur de l'effectif (Alex Dias). Le lendemain, les deux joueurs s'envolent pour l'AS Saint-Étienne, club qui prépare son retour en D1 à la suite de son titre de champion de D2.
Immédiatement apprécié des supporters pour sa bonne humeur et ses talents de footballeur, Aloísio fera une saison 1999-2000 pleine, marquant 8 buts, et l'AS Saint-Étienne finira 6e du championnat. 
Malheureusement, la saison suivante sera beaucoup plus dure. Très tôt dans la saison, un joueur de l'AJ Auxerre le blesse. La sentence est terrible : 6 mois d'indisponibilité minimum. Il a également un rôle dans l'affaire des faux passeports. Son agent Edinho a falsifié son passeport (de brésilien à portugais). La FFF le suspendra deux mois (au même titre qu'Alex Dias) et l'AS Saint-Étienne, amputée de ses deux atouts offensifs et sanctionnée (une victoire du Toulouse FC obtenue sur tapis vert), descend en seconde division à l'issue de la saison.

### Au Paris Saint-Germain
Toujours très coté, le joueur ne peut se résoudre à jouer en seconde division. Son rêve de jouer la Coupe du monde de 2002 le résigne à quitter un club où il se sentait chez lui. Il signe au PSG pour 10,4 M€. Rejoint quelques semaines plus tard par Alex, prêté, il mettra du temps à se faire à l'équipe. Un jeune joueur arrive également : Ronaldinho. Aloísio le prendra immédiatement sous son aile, comme un grand frère. Aux côtés de Nicolas Anelka, Gabriel Heinze, Jay-Jay Okocha, Ronaldinho et Alex Dias, il fera une bonne saison 2001-2002 avec huit buts à la clef. Le Paris SG termine à une honorable quatrième place. Aloísio ne sera cependant pas sélectionné pour la Coupe du monde 2002 que le Brésil remportera avec un excellent Ronaldinho.
Sa saison 2002-2003 sera beaucoup plus difficile. Miné par les blessures, il songe à revenir à l'AS Saint-Étienne mais le soutien de son entraîneur et désormais ami, Luis Fernandez, le fera rester. Il marquera de nouveau 8 buts. Son dernier match avec le PSG aura lieu lors de la finale de la Coupe de France 2003, perdue face à l'AJ Auxerre.

### L'échec russe
Été 2003, Luis Fernandez quitte le PSG et est remplacé par Vahid Halilhodžić. Il dresse une liste de joueurs indésirables. Aloísio en fait partie. De nombreux clubs souhaitent sa venue dont le Borussia Dortmund, le Bétis Séville, ou le Benfica Lisbonne. Il s'envole finalement pour la Russie, au Rubin Kazan. De juin 2003 à février 2005 il connaît plusieurs blessures et aussi des difficultés pour toute sa famille et lui-même à s'acclimater au dur climat du pays. Il décide ainsi de retourner au Brésil.

### Le retour au Brésil
En février 2005, il est prêté à l'Atlético Paranaense, jusqu'en novembre de cette même année, pour disputer la Copa Libertadores. Aloísio brille dans cette compétition et marque un superbe but en demi-finale face au Santos de Robinho et Diego. Il qualifie son club pour la finale mais perdra la finale face au São Paulo FC, club qui fera tout pour le recruter en novembre 2005 à la fin de son prêt à l'Atlético Paranaense.

### Aloísio, le São Paulo FC et la consécration au plus haut niveau
Le São Paulo FC, souhaite sa venue dans le but de se renforcer pour la Coupe du monde des clubs. Aloísio signe, il a le numéro 14. En grande forme durant toute la compétition, il fera la passe décisive en finale, but de Mineiro face au Liverpool FC, alors champion d'Europe en titre. 
Sa seconde saison se passera tout aussi bien. Il sera de nouveau associé en attaque à Alex Dias, venu renforcer entre-temps l'attaque du club pauliste. Seul point noir dans la saison : la défaite en finale de la Copa Libertadores face à l'International-RS. Cependant le « Sampa » réalise un championnat parfait et est sacré champion du Brésil 2006, le 4e titre de champion et le premier depuis 1991. 
La saison suivante sera tout aussi glorieuse. Le São Paulo FC, sacré champion du Brésil 2007 et réalise ainsi un doublé.
La saison 2008 s'annonce cependant plus délicate. Très fragile physiquement, Aloísio aura affaire à une plus grande concurrence. L'international brésilien de l'Inter Milan, Adriano, a en effet été prêté au club du Morumbi.

### Aloísio au Qatar
Malgré un contrat courant jusque fin 2009 au Brésil, l'ancien joueur de l'AS Saint-Étienne s'est engagé en faveur d'Al-Rayyan. Il retrouvera au sein du club qatari l'un de ses anciens entraîneurs à Sao Paulo FC, Paulo Autuori. Le montant du transfert s'élève à 700 000 dollars. Il découvre sans doute son dixième et dernier club, et le quatrième championnat, pour le point d'orgue d'une belle carrière. Son contrat se terminera en mai 2009 mais ses bonnes performances (14 matchs, 6 buts au 10 janvier 2009) et la première place au classement de son club pourraient l'inciter à prolonger malgré un intérêt récent de Vasco da Gama qui cherche à se renforcer en vue de remonter en Série A brésilienne au plus tôt.

### Aloísio rejoint Vasco da Gama
Le 19 avril, la presse brésilienne annonce que José Aloísio et son agent Rafael Angioni, se sont mis d'accord avec Vasco da Gama pour un contrat allant jusqu'à la fin de l'année 2009 avec une possibilité de prolonger d'une année supplémentaire jusqu'en décembre 2010.
L'idée de jouer avec son ami Carlos Alberto, tout en relevant le défi de ramener ce club historique en Série A brésilienne a énormément plu à l'attaquant Alagoano.
Le 28 août 2009, Aloisio frôle la mort lors d'un match opposant Vasco de Gama à Brasiliense. Le joueur s’est étouffé avec son chewing-gum, et a dû être transporté à l’hôpital. Rapidement, les médecins ont compris la cause du malaise, et ont pris les dispositions pour secourir le joueur. « Je me souviens simplement du chewing-gum retiré par le médecin et le fait que j’avais très peur, car je ne comprenais pas ce qu’il se passait. C’est fini, j’arrête les chewing-gums », a expliqué Aloisio à la télé brésilienne.

### Le choix de Scolari
Le 30 novembre 2009, il rejoint son compatriote Luiz Felipe Scolari dans le club ouzbek de Bunyodkor.

## Famille
José Aloísio est marié avec Leilane da Silva et est père de deux enfants, Ana Luiza Aloísio et Aloísio Romário Junior.

## Statistiques
| Saison                | Club                       | Championnat           | Championnat | Championnat | Coupe nationale | Coupe nationale | Coupe de la Ligue | Coupe de la Ligue | Compétition(s) continentale(s) | Compétition(s) continentale(s) | Compétition(s) continentale(s) | Total | Total |
| Saison                | Club                       | Division              | M.          | B.          | M.              | B.              | M.                | B.                | Comp.                          | M.                             | B.                             | M.    | B.    |
| 1999-2000             | AS Saint-Étienne           | Division 1            | 29          | 8           | 2               | 0               | 1                 | 0                 | -                              | -                              | -                              | 32    | 8     |
| 2000-2001             | AS Saint-Étienne           | Division 1            | 10          | 2           | -               | -               | -                 | -                 | -                              | -                              | -                              | 10    | 2     |
| 2001-2002             | Paris SG                   | Division 1            | 29          | 6           | 3               | 1               | 3                 | 0                 | CI+C3                          | 8+4                            | 3+1                            | 47    | 11    |
| 2002-2003             | Paris SG                   | Ligue 1               | 25          | 8           | 3               | 0               | -                 | -                 | C3                             | 3                              | 0                              | 31    | 8     |
| 2003                  | Rubin Kazan                | Premier-Liga          | 6           | 0           | -               | -               | -                 | -                 | -                              | -                              | -                              | 6     | 0     |
| 2004                  | Rubin Kazan                | Premier-Liga          | 10          | 1           | -               | -               | -                 | -                 | -                              | -                              | -                              | 10    | 1     |
| 2005                  | Atlético Paranaense (prêt) | Série A               | 15          | 3           | -               | -               | -                 | -                 | CL                             | 12                             | 4                              | 27    | 7     |
| 2006                  | São Paulo FC               | Série A               | 19          | 5           | -               | -               | -                 | -                 | CL                             | 13                             | 4                              | 32    | 9     |
| 2007                  | São Paulo FC               | Série A               | 24          | 6           | -               | -               | -                 | -                 | CL                             | 13                             | 2                              | 37    | 8     |
| 2008                  | São Paulo FC               | Série A               | 18          | 1           | -               | -               | -                 | -                 | CL                             | 4                              | 1                              | 22    | 2     |
| 2008-2009             | Al-Rayyan                  | Stars League          | 25          | 8           | -               | -               | -                 | -                 | -                              | -                              | -                              | 25    | 8     |
| 2009                  | Vasco da Gama              | Série B               | 12          | 1           | -               | -               | -                 | -                 | -                              | -                              | -                              | 12    | 1     |
| Total sur la carrière | Total sur la carrière      | Total sur la carrière | 222         | 49          | 8               | 1               | 4                 | 0                 | -                              | 57                             | 12                             | 291   | 62    |

## Palmarès

### Club
Goiás Esporte Clube
- Championnat Goiáno : 3
  - 1997, 1998, 1999

Paris Saint-Germain
- Coupe Intertoto : 1
  - 2001
- Coupe de France
  - Finaliste en 2003

Clube Atlético Paranaense
- Championnat Paranaense : 1
  - 2005
- Copa Libertadores
  - Demi-Finaliste en 2005

São Paulo Futebol Clube
- Coupe du monde des clubs de la FIFA : 1
  - 2005
- Copa Libertadores
  - Finaliste en 2006
- Championnat du Brésil : 3
  - 2006, 2007, 2008

Vasco da Gama
- Championnat du Brésil D2 : 1
  - 2009

### Individuel
- Ballon d'argent brésilien en 2006
- Meilleur buteur de la Copa Libertadores en 2006 avec 5 buts (São Paulo FC)

### Télévision
- 2018: Power Couple Brasil 3
- 2018: A Fazenda 10